# Třída D
Třída D byla třída ponorek námořnictva Spojených států amerických. Celkem byly postaveny tři ponorky této třídy. Ve službě byly v letech 1909–1922. Šlo o první americké ponorky, které byly vybaveny čtveřicí torpédometů. 

## Stavba
Celkem byly postaveny tři jednotky této třídy. Navrhla je americká loděnice Electric Boat Company a postavila loděnice Fore River Shipbuilding Company v Quincy v Massachusetts. Jejich původní jména Narwhal, Grayling  a Salmon  byla 17. listopadu 1911 změněna na D-1 až D-3. 
Jednotky třídy D:
| Název                         | Spuštěna na vodu | Uvedena do služby  | Poznámka                                                       |
| ----------------------------- | ---------------- | ------------------ | -------------------------------------------------------------- |
| USS D-1 (SS-17, ex Narwhal)   | 8. dubna 1908    | 23. listopadu 1909 | Přesunuta do rezervy 15. července 1921. Prodána 8. února 1922. |
| USS D-2 (SS-18, ex Grayling ) | 16. června 1909  | 23. listopadu 1909 | Přesunuta do rezervy 9. září 1919. Prodána 25. září 1922.      |
| USS D-3 (SS-19, ex Salmon )   | 12. března 1910  | 8. září 1910       | Přesunuta do rezervy 5. září 1919. Prodána 31. července 1922.  |

## Konstrukce

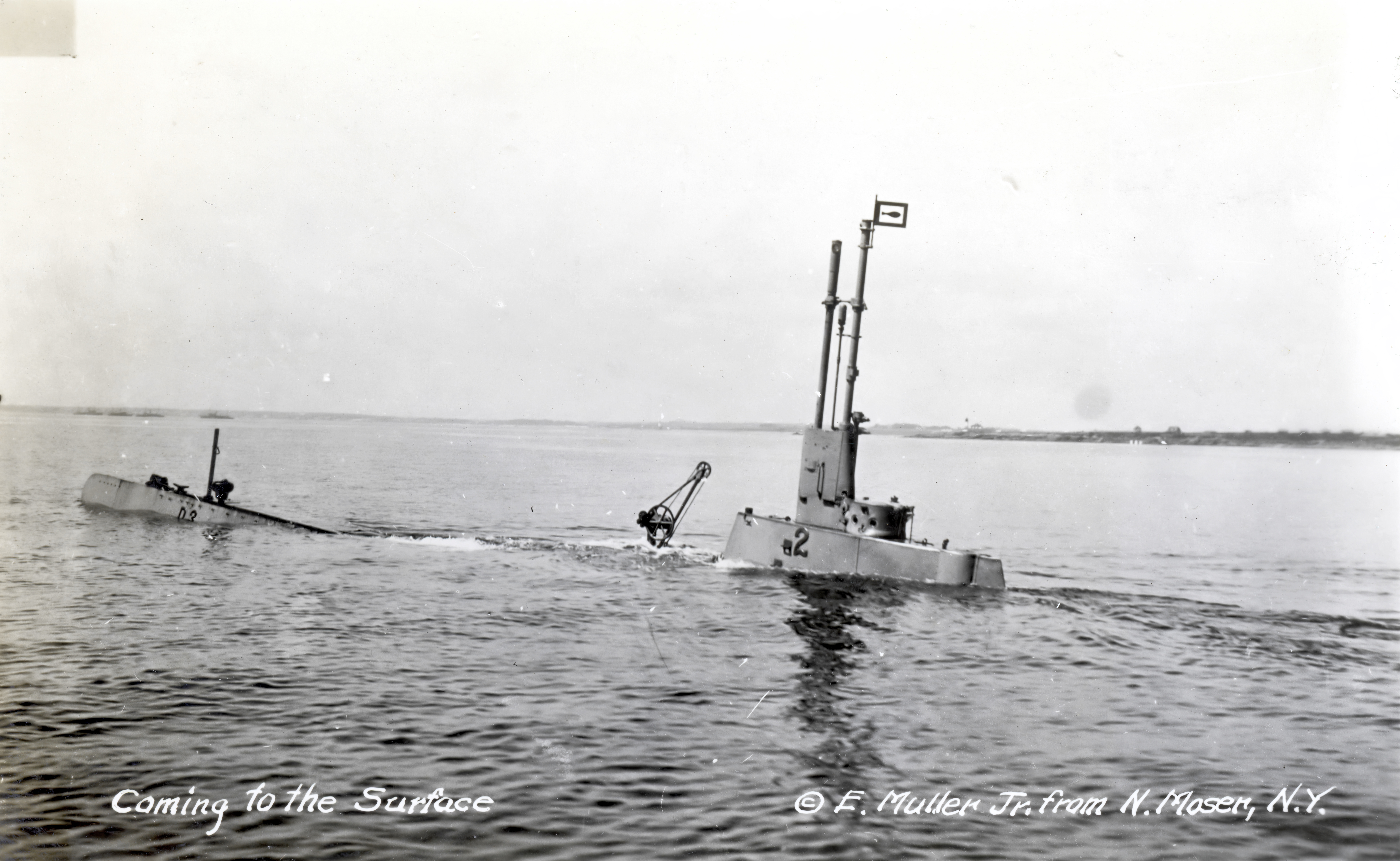
USS D-3 se vynořuje

Ponorky byly vyzbrojeny čtyřmi příďovými 457mm torpédomety se zásobou čtyř torpéd. Jejich pohon zajišťovaly dva benzínové motory New London Ship and Engine Company (NELSECO) o výkonu 600 hp a dva elektromotory o výkonu 260 hp, které roztáčely dva lodní šrouby. Nejvyšší rychlost dosahovala dvanáct uzlů na hladině a 9,5 uzlu pod hladinou. Dosah byl 1240 námořních mil při rychlosti devět až deset uzlů na hladině. Hloubka ponoru byla 61 metrů.